# Mozart Piano Quartet
Das Mozart Piano Quartet ist ein Klavierquartett, das im Jahr 2000 in Deutschland gegründet wurde.
Das Mozart Piano Quartet vereint mit Paul Rivinius (Klavier), Mark Gothoni (Violine), Hartmut Rohde (Viola) und Peter Hörr (Violoncello) vier internationale Solisten und Preisträger zahlreicher internationaler Wettbewerbe, darunter des ARD-Wettbewerbs München, des Deutschen Musikwettbewerbs, des Scheveningen International Competition und des Naumburg Competition, New York. Zudem unterrichten sie als Professoren an der Universität der Künste Berlin, der HMT Leipzig sowie an der Royal Academy of Music in London.

## Geschichte
Das Ensemble wird regelmäßig zu zahlreichen Festivals und Konzerten in Deutschland, England, Italien, Schweiz, Mexiko, Kanada, Australien und den USA eingeladen, u. a. zum Mahler-Festival, Festival de Inverno de Campos do Jordão, Beethovenfest Bonn, Schleswig-Holstein Musikfestival, Melbourne-Festival, Festival Casals de Puerto Rico oder zum International Barossa Music Festival in Australien.
In Nord- und Südamerika nimmt das Mozart Piano Quartet bereits innerhalb weniger Jahre einen festen Platz in der Konzertszene ein. So reist das Ensemble regelmäßig zu Konzerten nach New York (Lincoln Center und Frick Collection), Washington (Library of Congress), Los Angeles, Chicago, Montreal, Philadelphia, Boston, Baltimore sowie nach Mexico, Peru, Kolumbien und Brasilien.
Mit Begeisterung setzen sich die vier Musiker für die Förderung des Nachwuchs ein und spielen regelmäßig auf ihren Tourneen im In- und Ausland Sonderkonzerte in Schulen oder geben Meisterklassen an den bedeutendsten Universitäten.
Zum 10-jährigem Bestehen des MPQ in der Saison 2010/11 gastierte das Ensemble u. a. im Konzerthaus Berlin, Basel, Concertgebouw Amsterdam, St. Gallen, der Tonhalle Zürich, Madrid, Barcelona, Stuttgarter Liederhalle, Bremer Glocke, und folgte Einladungen zu Konzertreisen nach Brasilien, Mexiko, Holland und in die USA. 2013 erhielt das Quartett Einladungen u. a. in die Wigmore Hall London, nach Madrid, Santiago de Chile sowie Paris.
Seit 2004 veröffentlicht das Quartett exklusiv bei dem Label Dabringhaus & Grimm (MDG), das die faszinierenden Einspielungen des Quartetts op. 16 und der »Eroica« von Ludwig van Beethoven in der Bearbeitung für Klavierquartett von Ferdinand Ries, die Quartette von Strauss und Dvorak sowie die Ersteinspielungen der Klavierquartette von Mélanie Bonis und Saint-Saëns veröffentlichte, die von der internationalen Presse hoch gelobt und mit Preisen wie "Best Chamber America" oder "Editor´s Choice" der Gramophone ausgezeichnet wurden. Zu einer Besonderheit in seinem Repertoire zählt übrigens die von der Schönberg-Familie begrüßte eigene Bearbeitung der "Verklärten Nacht" für Klavierquartett, deren Uraufführung im Schönberg Center in Wien im Oktober 2009 erklang. Zahlreiche Rundfunkmitschnitte und -produktionen aus Australien, Brasilien, Italien, Spanien, den USA und Deutschland dokumentieren den außergewöhnlichen künstlerischen Stellenwert des Mozart Piano Quartets.

## Mitglieder

### Klavier
- Tamara Cislowska (2000–2004)
- Paul Rivinius (2004–Gegenwart)

### Violine
- Natalie Chee (2000–2004)
- Mark Gothoni (2004–Gegenwart)

### Viola
Hartmut Rohde

### Cello
Peter Hoerr

## Diskografie
Das Mozart Piano Quartet hat einen Exklusiv-Vertrag bei MDG (Musikproduktion Dabringhaus und Grimm) und hat bisher 11 Alben veröffentlicht.
- Brahms – Piano Quartets Op. 26 & Op. 60
- Jenner – Complete Chamber Works (2002)
- Mozart – Piano Quartets KV 478 & KV 493 (2002)
- Dvořák – Piano Quartets Op. 23 & Op. 87 (2003)
- Strauss – Piano Quartet Op. 13 (2005)
- Beethoven – Chamber music (2007)
- Bonis – Piano Quartets (2008)
- Mozart – Piano Quartets KV478 & KV493 (2009)
- Saint-Saëns – Piano Quartets (2009)
- Schumann/Brahms: Piano Quartets (2011)
- Piano Quartet and Horn Quintet by H. G. Witte by January 2018 (2018), MDG